# Роллинз, Генри
Ге́нри Ро́ллинз (англ. Henry Rollins; имя при рождении Ге́нри Ло́уренс Га́рфилд) (англ. Henry Lawrence Garfield; 13 февраля 1961) — американский рок-музыкант, вокалист, автор песен, директор звукозаписывающего лейбла 2.13.61, артист в жанре spoken word, публицист, автор книг в жанрах проза и поэзия, теле- и радиоведущий и актёр. Наибольшую известность получил как фронтмен рок-групп Black Flag и Rollins Band.
Защитник прав человека. В своих сольных выступлениях (spoken word) открыто критиковал политическую и социальную обстановку в США, администрации Буша, которого выставлял полным идиотом. Предметом одного из номеров на его выступлениях является рассказ о зимней поездке через Россию по Транссибирской магистрали.

## Биография

### Детство
Генри Роллинз родился в Вашингтоне, США. Он воспитывался в семье ветерана второй мировой войны и экономиста Пола Джей Гарфилда и был единственным ребёнком в семье. Когда ему было три года его родители развелись и в дальнейшем Генри воспитывала одна мать.
В детском и подростковом возрасте Роллинз страдал от депрессии из-за низкой самооценки. В четвёртом классе врачи поставили Генри диагноз «синдром дефицита внимания и гиперактивности». Для того, чтобы ребёнок мог сосредоточить внимание во время школьных уроков ему был назначен приём метилфенидата, который он употреблял на протяжении нескольких лет. Ещё до зачисления в детский сад мать научила его читать. В детском саду и школе Генри всегда отличался своим плохим поведением, в связи с чем, позднее, он был отдан в колледж Bullis School (неконфессиональный смешанный колледж подготовительной школы 3—12 классов). По словам Роллинза учёба в школе помогла ему развить чувство дисциплины и трудовой этики, однако, как он сам признавался, за это время он накопил огромное количество гнева на окружающих. Во время обучения он писал короткие рассказы о том, что мечтает взорвать школу и убить всех учителей.

### Музыкальная карьера

#### S.O.A.
После средней школы, Генри поступил в Американский университет Вашингтона, однако, проучившись один семестр бросил его в декабре 1979 года. После ухода из университета он поменял множество разнопрофильных мест работы, в том числе работы курьера в одном из национальных институтов здравоохранения. Он не задерживался на каждом месте из-за низких заработных плат.
Любовь к панк-року Роллинзу привил его давний друг Ян Маккей (фронтмен коллективов Minor Threat и Fugazi), который дал ему послушать дебютный альбом группы Ramones. С 1979 по 1980 год Роллинз поддерживал дружеские отношения с несколькими начинающими вашингтонской группами, включая The Teen Idles, в которой участвовал его приятель Маккей. Когда вокалист группы Натан Стреджсек не появлялся на репетициях члены The Teen Idles позволяли петь Роллинзу. На одном из концертов вокалист Bad Brains Эйч А пригласил Генри на сцену спеть вместе с ним.
В 1980 году фронтмен вашингтонской панк-группы The Extorts Лайл Пристол перешёл в группу Minor Threat. Коллектив был на грани распада до тех пор пока в него не вступил Роллинз став её вокалистом. После его прихода группа была переименована в S.O.A. (State of Alert). Генри переписал слова в пяти уже готовых песнях группы и написал ещё несколько своих. S.O.A. записали мини-альбом No Policy и выпустили его в 1981 году на независимом лейбле Маккея Dischord Records. Проведя двенадцать концертов и выпустив один мини-альбом группа распалась. Роллинз в то время работал торговым менеджером компании по производству мороженого Häagen-Dazs. Заработанные на этой должности деньги помогли ему обеспечить запись и выпуск No Policy.

#### Black Flag

Генри Роллинз в 1980-х

В 1980 году общий друг Роллинза и Маккея дал им послушать копию мини-альбома Nervous Breakdown хардкор-панк-группы Black Flag. В скором времени Генри стал большим их поклонником и вступил в переписку с бас-гитаристом группы Чаком Дуковски. Позднее он пригласил музыкантов остановиться в доме своих родителей, когда Black Flag гастролировали по восточному побережью США в декабре 1980 года. Когда Black Flag выступали в Вашингтоне и Нью-Йорке, Генри посещал так много концертов, как мог. На импровизированной сцене в одном из баров Нью-Йорка вокалист Black Flag Дез Кадена разрешил ему спеть песню «Clocked In». Роллинз исполнил песню, после чего поспешил вернуться обратно в Вашингтон, чтобы успеть на работу.
В это время группа искала нового вокалиста, так как Кадена играл на гитаре . Участникам группы понравилось пение и поведение Генри на сцене, и на следующий день, после полу-формального прослушивания, они спросили хочет ли он стать их постоянным вокалистом. Несмотря на некоторые сомнения, он согласился, частично благодаря поддержке Маккея. Благодаря своей индивидуальности и энергичности Генри стал фронтменом Black Flag. Но ключевым фактором выбора Генри в качестве вокалиста, по словам основателя группы Грега Джинна, было увлечение Роллинза различными музыкальными жанрами и желание его выйти за рамки простых трёх аккордов панк-рока.
После вступления в коллектив в 1981 году Роллинз бросил работу на Häagen-Dazs, продал свой автомобиль и переехал в Лос-Анджелес, Калифорния. По прибытии в Калифорнию, Генри сделал себе первую татуировку — эмблему Black Flag на левом бицепсе и взял псевдоним «Роллинз». С вступлением в группу у Роллинза начались проблемы с законом, так как местная полиция недолюбливала бунтарский коллектив.

Генри изобрёл свой имидж — он выходил на сцену в одних чёрных шортах и остальные участники коллектива последовали его примеру. Музыкальный критик Келвин Джонсон, побывав на концерте группы в Анакортисе в 1982 году вспоминал: 
Генри был невероятен. Он пел тише, тише, громко; Это всё было реалистично, наиболее интенсивные эмоциональные переживания, которые я когда-либо видел.Оригинальный текст (англ.)Henry was incredible. Pacing back and forth, lunging, lurching, growling; it was all real, the most intense emotional experiences I have ever seen.
В 1983 Роллинз стал всё более агрессивно вести себя во время концертов. На одном из выступлений в Англии Роллинз накинулся и избил одного из зрителей; Джинн после этого ругался на Роллинза, назвав его «здоровенным мудаком». В том же году лейбл Unicorn Records подал в суд на лейбл группы SST Records из-за несоблюдения Black Flag авторских прав, в связи с чем музыкантам запретили использовать названия группы, а соответственно и выпуск под именем Black Flag нового материала. Разбирательство продолжалось до следующего года, пока Unicorn не объявил о своём банкротстве. В 1984 году стиль музыки Black Flag стал существенно меняться в сторону хеви-метала и инструментального рока. Многие из членов группы стали отращивать длинные волосы, чем ввели в заблуждение многих представителей панк-аудитории.

После изменений музыкального стиля и внешнего вида группа потеряла большую часть своих поклонников. Роллинз продолжал неистовствовать во время концертов. Он часто дрался со зрителями, иногда перетаскивая членов аудитории на сцену и нападая на них. Многим казалось, что он стал ненавидеть свою аудиторию. В дневнике во время турне Роллинз писал: 
When they spit at me, when they grab at me, they aren’t hurting me. When I push out and mangle the flesh of another, it’s falling so short of what I really want to do to them.
Журналист Майкл Азеррад отметил, что мощное телосложение Роллинза — «щит, который он мысленно ставит вокруг себя».
В августе 1986 года группа распалась из-за личных планов её лидера и владельца выпускающего лейбла SST Records Грега Джинна. За время творческой деятельности музыканты выпустили пять студийных альбомов. На альбоме 1984 года Family Man присутствуют первые записи Роллинза в жанре spoken word, которые занимают всю первую сторону пластинки.

#### Rollins Band

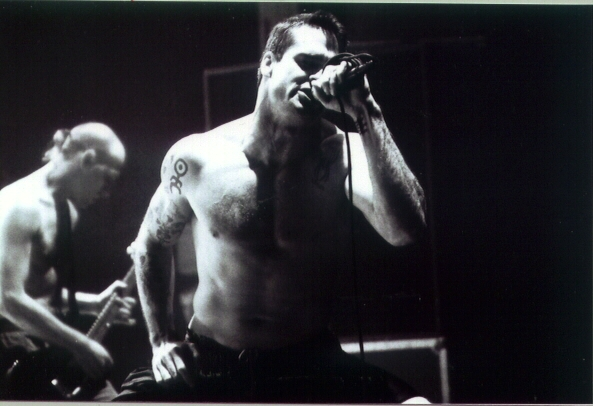
Генри Роллинз на концерте с Rollins Band

Перед тем как Black Flag распались, Роллинз гастролировал с выступлениями как в жанре spoken word. Он выпустил альбом соло и EP с гитаристом Крисом Хаскеттом. Вскоре в новую группу Rollins Band он приглашает Эндрю Веисса и Сима Каина.
В декабре 1991 Роллинз и Cole были ограблены на пороге своего дома в Лос-Анджелесе. Cole был убит выстрелом в голову, преступление осталось нераскрытым. Это трагическое событие прямо или косвенно отразилось на всей творческой деятельности Генри.
Тем временем, группа набирает популярность после выхода альбомов The End of Silence (1992) и Weight (1994). Rollins получает роли в кино (татуированный, мускулистый, с грубым голосом, он как никто подходит на роли жёстких парней) и на телевидении (особенно как VJ на MTV) и делает запись кавер-версии «Let There Be Rock» группы AC/DC в 1991 с Hard-Ons.
Начиная с альбома Human Butt (1992), свои записи в жанре spoken-word Генри выпускает на собственном лейбле, 2.13.61. Кроме произведений самого Роллинза, музыкальных и литературных, под эгидой 2.13.61 публиковались произведения Джо Кола, Ника Зедда, Ника Кейва, Майкла Джиры, а также альбомы Rollins Band, Эксин Червенки, Хьюберта Селби-младшего, The Birthday Party и The Gun Club.
Роллинз — общепризнанный поклонник стиля фри-джаз, выпускает альбомы Мэттью Шиппа и Роско Митчелла на своём лейбле.

## Кинематограф
В 1994 году снялся в роли самоуверенного полицейского в фильме «Погоня» с Чарли Шином, Энтони Кидисом и Фли. В 1995 году снялся в фильм «Схватка» режиссёра Майкла Манна — роль Хью Бенни, криминальный помощник главы банка. В этом же году снялся в фильме «Джонни-мнемоник» в роли Паука. В 1996 году снялся в роли охранника в фильме «Шоссе в никуда». В 2003 сыграл роль главаря TNT в фильме «Плохие парни 2». Снялся в сериале «Сыны анархии». На протяжении 2 сезона и 10 серий играл роль лидера нацистской банды. Также сыграл ведущего реалити-шоу о выживании, военного в отставке, в хорроре «Поворот не туда 2: Тупик». В 2015 году вышел фильм с Генри Роллинзом «Он никогда не умирал».

## Дискография

### Музыкальные альбомы
| - No Policy (1981) - Три неизданные песни на сборнике Flex Your Head (1982) | - Damaged (1981) - My War (1984) - Family Man (1984) - Slip It In (1984) - Loose Nut (1985) - In My Head (1985) | - Hot Animal Machine (1987) - Drive by Shooting (1987) - «Fast Food For Thought» (1990) | - Life Time (1987, переиздан в 1999) - Hard Volume (1989, переиздан в 1999) - The End of Silence (1992, переиздан в 2002) - Weight (1994) - Come In and Burn (1997) - Get Some Go Again (2000) - Nice (2001) - Rise Above: 24 Black Flag Songs to Benefit the West Memphis Three (2002) |

### Песни, записанные с другими исполнителями
| Песня                            | Исполнитель                        | Альбом | Год  |
| -------------------------------- | ---------------------------------- | --- | ---- |
| We Are 138                       | Misfits                            | Evilive | 1982 |
| Kick Out the Jams                | Bad Brains                         | Pump Up the Volume Soundtrack                                                                                  | 1990 |
| Let There Be Rock                | Hard-Ons                           | Released as a single                                                                                           | 1991 |
| Bottom                           | Tool                               | Undertow | 1993 |
| Wild America                     | Игги Поп                           | American Caesar                                                                                                | 1993 |
| Sexual Military Dynamics         | Майк Уотт                          | Ball-Hog or Tugboat?                                                                                           | 1995 |
| Delicate Tendrils                | Лес Клейпул и Холи Маккерел        | Highball with the Devil                                                                                        | 1996 |
| T-4 Strain                       | Goldie                             | Спаун (сундтрек)                                                                                               | 1997 |
| War                              | Bone Thugs-n-Harmony & Эдвин Старр | Small Soldiers                                                                                                 | 1998 |
| Laughing Man (In the Devil Mask) | Тони Айомми                        | Iommi | 2000 |
| I Can’t Get Behind That          | Уильям Шетнер                      | Has Been | 2004 |
| All tracks                       | The Flaming Lips                   | The Flaming Lips and Stardeath and White Dwarfs with Henry Rollins and Peaches Doing the Dark Side of the Moon | 2009 |

### Другие издания
| - Short Walk on a Long Pier (1985) - Big Ugly Mouth (1987) - Sweatbox (1989) - Live at McCabe’s (1990) - Human Butt (1992) - The Boxed Life (1993) - Think Tank (1998) - Eric the Pilot (1999) - A Rollins in the Wry (2001) | - Live at the Westbeth Theater (2001) - Talk Is Cheap: Volume 1 (2003) - Talk Is Cheap: Volume 2 (2003) - Talk Is Cheap: Volume 3 (2004) - Talk Is Cheap: Volume 4 (2004) - Provoked (2008) - Spoken Word Guy (2010) - Spoken Word Guy 2 (2010) | - Talking from the Box (1993) - Henry Rollins Goes to London (1995) - You Saw Me Up There (1998) - Up for It (2001) - Live at Luna Park (2004) - Shock & Awe: The Tour (2005) - Uncut from NYC (2007) - Uncut from Israel (2007) - San Francisco 1990 (2007) - Live in the Conversation Pit (2008) | - Get in the Van: On the Road with Black Flag (1994) - Everything (1996) - Black Coffee Blues (1997) - Nights Behind the Tree Line (2004) - Iron and the Soul (1994). Впервые опубликован в журнале «Details». - As We See It. Впервые опубликован в журнале «Stereophile». |

## Фильмография
| Год       |     | Русское название                     | Оригинальное название                   | Роль                              |
| --------- | --- | ------------------------------------ | --------------------------------------- | --------------------------------- |
| 1990      | ф   | Поцелуй Наполеона на прощание        | Kiss Napoleon Goodbye                   | Джексон                           |
| 1994      | ф   | Яремное вино: Вампирская одиссея     | Jugular Wine: A Vampire Odyssey         | играет себя                       |
| 1994      | ф   | Погоня                               | The Chase                               | офицер Доббс                      |
| 1995      | ф   | Джонни-мнемоник                      | Johnny Mnemonic                         | Паук                              |
| 1995      | ф   | Схватка                              | Heat                                    | Хью Бенни                         |
| 1997      | ф   | Шоссе в никуда                       | Lost Highway                            | охранник Генри                    |
| 1998      | ф   | Джек Фрост                           | Jack Frost                              | Сид Гроник                        |
| 1999—2001 | мс  | Бэтмен будущего                      | Batman Beyond                           | Стэнли Лабовски / Безумный Стэн   |
| 2000      | мф  | Бэтмен будущего: Возвращение Джокера | Batman Beyond: Return of the Joker      | Бенджамин Нокс / Бонк             |
| 2001      | ф   | Единственный выход                   | Morgan’s Ferry                          | Монро                             |
| 2001      | ф   | Сцены преступления                   | Scenes of the Crime                     | Грег                              |
| 2001      | док | Парни на скейтах                     | Dogtown and Z-Boys                      | играет себя                       |
| 2002      | ф   | Крутой парень                        | The New Guy                             | играет себя                       |
| 2002      | ф   | Чудаки                               | Jackass: The Movie                      | играет себя                       |
| 2003      | ф   | Плохие парни 2                       | Bad Boys II                             | главарь TNT                       |
| 2003      | ф   | Дом на холме                         | A House on a Hill                       | Артур                             |
| 2004      | кор | Активатор смерти                     | Deathdealer: A Documentary              | Винсент                           |
| 2004      | мс  | Юные титаны                          | Teen Titans                             | Джонни Рэнсид                     |
| 2005      | ф   | Пир                                  | Feast                                   | Тренер                            |
| 2006      | ф   | Алиби                                | The Alibi                               | Патти                             |
| 2006      | док | Американский хардкор                 | American Hardcore                       | играет себя                       |
| 2007      | ф   | Поворот не туда 2: Тупик             | Wrong Turn 2: Dead End                  | Дейл Мерфи                        |
| 2007      | с   | Калифорникейшн                       | Californication                         | радиоведущий                      |
| 2009      | ф   | Гробница дьявола                     | The Devil’s Tomb                        | Отец Фултон                       |
| 2009      | ф   | Глоток                               | Suck                                    | Рокер Роджер                      |
| 2009      | док | William Shatner’s Gonzo Ballet       | William Shatner’s Gonzo Ballet          | играет себя                       |
| 2009      | док | H for Hunger                         | H for Hunger                            | играет себя                       |
| 2009      | с   | Сыны анархии                         | Sons of Anarchy                         | Эй Джей Уэстон                    |
| 2009      | мс  | Американский папаша!                 | American Dad!                           | дальнобойщик                      |
| 2010      | мс  | Бэтмен: Отважный и смелый            | Batman: The Brave and the Bold          | Клифф Стил / Роботмен             |
| 2010—2016 | мс  | Время приключений                    | Adventure Time                          | Боб Радугарог / Печенька          |
| 2011      | мф  | Зелёный Фонарь: Изумрудные рыцари    | Green Lantern: Emerald Knights          | Киловог                           |
| 2012      | док | Запад Мемфиса                        | West of Memphis                         | играет себя                       |
| 2013      | док | Скачанный                            | Downloaded                              | играет себя                       |
| 2013      | с   | Гавайи 5.0                           | Hawaii Five-0                           | Рэй Беккет                        |
| 2014      | док | Зелёные дни                          | Salad Days                              | играет себя                       |
| 2014      | мс  | Легенда о Корре                      | Legend of Korra                         | Захир                             |
| 2014      | мс  | Дядя Деда                            | Uncle Grandpa                           | Скелетон                          |
| 2015      | ф   | Он никогда не умирал                 | He Never Died                           | Джек                              |
| 2015      | ф   | Gutterdämmerung                      | Gutterdämmerung                         | священник Свенгали                |
| 2015      | с   | Сшиватели                            | Stitchers                               | Роберт Барбьеро                   |
| 2016      | ф   | Последнее ограбление                 | The Last Heist                          | Бернард                           |
| 2016      | мс  | Шериф Келли и Дикий Запад            | Sheriff Callie’s Wild West              | Спиди Сильверадо                  |
| 2017      | с   | Нация Z                              | Z Nation                                | лейтенант Мюллер                  |
| 2017      | мс  | Стретч Армстронг                     | Stretch Armstrong and the Flex Fighters | Микки Симмонс / тюремный охранник |
| 2018      | мс  | Мистер Пиклз                         | Mr. Pickles                             | Командующий                       |
| 2019      | ф   | Страна грёз                          | Dreamland                               | Геркулес                          |
| 2021      | ф   | Мьюзик                               | Music                                   | сосед Эбо                         |
| 2021      | мс  | Властелины вселенной: Откровение     | Masters of the Universe: Revelation     | Три-Клопс                         |
| 2023      | мс  | Шоу Патрика Стара                    | The Patrick Star Show                   | ФитцПатрик                        |